# Papa-
Papa-, popřípadě Pap- je předpona řeckých příjmení, která vyjadřuje, že nositel příjmení nebo některý z jeho předků je (resp. byl) pop, tj. pravoslavný kněz, nebo osoba nějakým způsobem s úřadem popa spojená (například jako jeho služebník). Jedná se například o tyto osoby:
- Michal Papadopulos
- Jorgos Papandreu
- Lambros Papakostas